# Zuchwalnia
Zuchwalnia (biał. Сухвальня, Suchwalnia; ros. Сухвальня, Suchwalnia) – wieś na Białorusi, w obwodzie grodzieńskim, w rejonie lidzkim, w sielsowiecie Dubrowna, nad Niecieczą i przy linii kolejowej Mołodeczno – Lida.

## Historia
W XIX i w początkach XX w. położone były w Rosji, w guberni wileńskiej, w powiecie lidzkim, w gminie Lida.
W dwudziestoleciu międzywojennym leżały w Polsce, w województwie nowogródzkim, w powiecie lidzkim, w gminie Lida. W 1921 miejscowość liczyła 356 mieszkańców, zamieszkałych w 73 budynkach, wyłącznie Polaków. 354 mieszkańców był wyznania rzymskokatolickiego i 2 prawosławnego.
Po II wojnie światowej w granicach Związku Sowieckiego. Od 1991 w niepodległej Białorusi.